# Liste der Reichstagsabgeordneten der Weimarer Republik (4. Wahlperiode)
Diese Liste gibt einen Überblick über alle Mitglieder des Deutschen Reichstages der 4. Wahlperiode nach der Reichstagswahl vom 20. Mai 1928.

## Zusammensetzung
Nach der Reichstagswahl vom 20. Mai 1928 setzte sich der Reichstag wie folgt zusammen:
| Fraktion | Beginn der Legislaturperiode | Ende der Legislaturperiode | Zugänge | Abgänge | Saldo |
| --- | ---------------------------- | -------------------------- | --- | --- | ----- |
| SPD | 153                          | 152                        | – | 1. Frau Reese | −1    |
| DNVP | 78                           | 63                         | – | 1. Bruhn 2. Behrens 3. Hartwig (Berlin) 4. Hoetzsch 5. Hülser 6. von Keudell 7. Klönne 8. Lambach 9. Lejeune-Jung 10. von Lindeiner-Wildau 11. D. Mumm 12. Schlange 13. Treviranus 14. Mönke 15. Lind | −15   |
| Zentrum | 61                           | 60                         | – | 1. Nientimp | −1    |
| KPD | 54                           | 54                         | 1. Frau Reese | 1. Frölich (Leipzig) | +/−0  |
| DVP | 45                           | 45                         | – | – | +/−0  |
| DDP | 25                           | 25                         | – | – | +/−0  |
| Wirtschaftspartei | 23                           | 23                         | – | – | +/−0  |
| BVP | 17                           | 17                         | – | – | +/−0  |
| NSDAP kein Fraktionsstatus | 12                           | 12                         | – | – | +/−0  |
| Christlich-Nationale Bauern- und Landvolkpartei kein Fraktionsstatus                                                                                         | 9                            | –                          | – | – | −9    |
| Deutsche Bauernpartei kein Fraktionsstatus | 8                            | 8                          | – | – | −1    |
| DHP kein Fraktionsstatus | 4                            | 4                          | – | – | +/−0  |
| Volksrechtpartei kein Fraktionsstatus | 2                            | 2                          | – | – | +/−0  |
| Christlich-Nationale Arbeitsgemeinschaft: Volkskonservative Vereinigung, Christlich-Sozialer Volksdienst und Christlich-Nationale Bauern- und Landvolkpartei | –                            | 22                         | 1.–9.: Sämtliche Abg. der CNBLP 10. Behrens 11. Hartwig (Berlin) 12. Hoetzsch 13. Hülser 14. von Keudell 15. Klönne 16. Lambach 17. Lejeune-Jung 18. von Lindeiner-Wildau 19. D. Mumm 20. Schlange 21. Treviranus 22. Mönke | – | +22   |
| fraktionslos | 0                            | 4                          | 1. Bruhn 2. Frölich (Leipzig) 3. Lind 4. Nientimp | – | +4    |
| gesamt | 491                          | 491                        | – | – | –     |

## Präsidium
- Präsident des Reichstages: Paul Löbe (SPD)
- Erster Stellvertreter: Thomas Eßer (Zentrum)
- Zweiter Stellvertreter: Siegfried von Kardorff (DVP)
- Dritter Stellvertreter: Walther Graef (DNVP)

Die erste Sitzung des Reichstages am 13. Juni 1928 wurde von Alterspräsident Wilhelm Bock (SPD) eröffnet. In der zweiten Sitzung am 14. Juni 1928 wurde das Präsidium gewählt.
| Abgeordneter                 | Präsident | 1. Vizepräsident | 1. Vizepräsident Stichwahl | 2. Vizepräsident | 3. Vizepräsident | 3. Vizepräsident Stichwahl |
| ---------------------------- | --------- | ---------------- | -------------------------- | ---------------- | ---------------- | -------------------------- |
| Paul Löbe (SPD)              | 318       |                  |                            |                  |                  |                            |
| Ernst Thälmann (KPD)         | 46        | 48               |                            | 47               |                  |                            |
| Wilhelm Frick (NSDAP)        | 11        | 11               |                            | 11               | 12               |                            |
| Walther Graef (DNVP)         |           | 191              | 148                        | 142              | 199              | 205                        |
| Thomas Eßer (Zentrum)        |           | 187              | 248                        |                  |                  |                            |
| Willy Leow (KPD)             |           | 2                |                            |                  |                  |                            |
| Siegfried von Kardorff (DVP) |           |                  |                            | 203              |                  |                            |
| Ottomar Geschke (KPD)        |           |                  |                            | 2                | 54               |                            |
| Gertrud Bäumer (DDP)         |           |                  |                            |                  | 150              | 167                        |
| abgegebene Stimmen           | 445       | 448              | 398                        | 438              | 439              | 428                        |
| ungültige Stimmen            | 70        | 9                | 2                          | 33               | 22               | 56                         |
| gültige Stimmen              | 375       | 439              | 396                        | 405              | 417              | 372                        |

## Mitglieder
| Abgeordneter                          | Lebensdaten | Partei                | Wahlkreis                      | Bemerkungen |
| ------------------------------------- | ----------- | --------------------- | ------------------------------ | --- |
| Julius Adler                          | 1894–1945   | KPD                   | 22 (Düsseldorf-Ost)            | |
| Dirk Agena                            | 1889–1934   | DNVP                  | 14 (Weser-Ems)                 | |
| Lore Agnes                            | 1876–1953   | SPD                   | 22 (Düsseldorf-Ost)            | |
| Alois Albert                          | 1880–1939   | BVP                   | 26 (Franken)                   | |
| Helmuth Albrecht                      | 1885–1953   | DVP                   | 16 (Südhannover-Braunschweig)  | |
| Eduard Alexander                      | 1881–1945   | KPD                   | Reichswahlvorschlag            | |
| Ludwig Alpers                         | 1866–1959   | DHP                   | 15 (Ost-Hannover)              | |
| Josef Andre                           | 1879–1950   | Zentrum               | 31 (Württemberg)               | ausgeschieden am 31. Oktober 1928                                                                                       |
| Maria Ansorge                         | 1880–1955   | SPD                   | 07 (Breslau)                   | |
| Martha Arendsee                       | 1885–1953   | KPD                   | 02 (Berlin)                    | |
| Marie Arning                          | 1887–1957   | SPD                   | 10 (Magdeburg)                 | |
| August Arteldt                        | 1870–1948   | DHP                   | 15 (Ost-Hannover)              | |
| Arthur Arzt                           | 1880–1953   | SPD                   | 28 (Dresden-Bautzen)           | |
| Siegfried Aufhäuser                   | 1884–1969   | SPD                   | 02 (Berlin)                    | |
| Georg Bachmann                        | 1885–1971   | DNVP                  | 26 (Franken)                   | |
| Paul Bader                            | 1865–1945   | SPD                   | 10 (Magdeburg)                 | |
| Paul Bang                             | 1879–1945   | DNVP                  | 28 (Dresden-Bautzen)           | |
| Franz Bartschat                       | 1872–1952   | DDP                   |                                | eingetreten am 10. März 1930 für Abg. Hellpach                                                                          |
| Gustav von Bartenwerffer              | 1872–1947   | DNVP                  |                                | eingetreten am 4. April 1930 für Abg. Schiele                                                                           |
| Robert Bauer                          | 1882–1956   | CNBL                  | Reichswahlvorschlag            | später Christlich-Nationale Arbeitsgemeinschaft                                                                         |
| Gertrud Bäumer                        | 1873–1954   | DDP                   | Reichswahlvorschlag            | |
| Michael Bayersdörfer                  | 1867–1940   | BVP                   | 27 (Pfalz)                     | |
| Wilhelm Bazille                       | 1874–1934   | DNVP                  | 31 (Württemberg)               | |
| Adalbert Beck                         | 1863–1946   | Zentrum               | 09 (Oppeln)                    | |
| Johannes Becker                       | 1875–1955   | Zentrum               | 18 (Westfalen-Süd)             | |
| Johann Becker                         | 1869–1951   | DVP                   | Reichswahlvorschlag            | |
| Heinrich Becker                       | 1877–1964   | SPD                   | 19 (Hessen-Nassau)             | |
| Franz Behrens                         | 1872–1943   | DNVP                  | 01 (Ostpreußen)                | ab 1929 Christlich-Nationale Arbeitsgemeinschaft (CSVD)                                                                 |
| Oskar Beier                           | 1875–1941   | Wirtschaftspartei     | 28 (Dresden-Bautzen)           | |
| Hermann Beims                         | 1863–1931   | SPD                   | 10 (Magdeburg)                 | |
| Johannes Bell                         | 1868–1949   | Zentrum               | 23 (Düsseldorf-West)           | |
| Ferdinand Bender                      | 1870–1939   | SPD                   | 10 (Magdeburg)                 | |
| Albert Bergholz                       | 1892–1957   | SPD                   |                                | eingetreten am 25. Juni 1929 für Abg. Krüger (Merseburg)                                                                |
| Paul Bergmann                         | 1881–1951   | SPD                   | 34 (Hamburg)                   | |
| Emil Berndt                           | 1874–1954   | DNVP                  | 02 (Berlin)                    | |
| Georg Bernhard                        | 1875–1944   | DDP                   | 04 (Potsdam I)                 | |
| Paul Bertz                            | 1886–1950   | KPD                   | 30 (Chemnitz-Zwickau)          | |
| Georg Best                            | 1855–1946   | Volksrechtpartei      | Reichswahlvorschlag            | |
| Theodor Beutling                      | 1898–1942   | KPD                   | 03 (Potsdam II)                | |
| Heinrich Beythien                     | 1873–1952   | DVP                   | 15 (Ost-Hannover)              | |
| Theodor Bickes                        | 1868–1933   | DVP                   | 31 (Württemberg)               | |
| Adolf Biedermann                      | 1881–1933   | SPD                   | 34 (Hamburg)                   | |
| Franz Bielefeld                       | 1880–1949   | Zentrum               | 17 (Westfalen-Nord)            | |
| Franz Biener                          | 1866–1940   | DNVP                  | Reichswahlvorschlag            | |
| Louis Biester                         | 1882–1965   | SPD                   | 13 (Schleswig-Holstein)        | |
| Conrad Blenkle                        | 1901–1943   | KPD                   | Reichswahlvorschlag            | |
| Johannes Blum                         | 1857–1946   | Zentrum               | 23 (Düsseldorf-West)           | |
| Wilhelm Bock                          | 1846–1931   | SPD                   | 12 (Thüringen)                 | |
| Fritz Bockius                         | 1882–1945   | Zentrum               | 33 (Hessen-Darmstadt)          | |
| Hans Böckler                          | 1875–1951   | SPD                   | 20 (Köln-Aachen)               | |
| Clara Bohm-Schuch                     | 1879–1936   | SPD                   | 02 (Berlin)                    | |
| Eugen Bolz                            | 1881–1945   | Zentrum               | 31 (Württemberg)               | |
| Franz Bornefeld-Ettmann               | 1881–1961   | Zentrum               | 17 (Westfalen-Nord)            | |
| Fritz Borrmann                        | 1869–1942   | Wirtschaftspartei     | Reichswahlvorschlag            | |
| Alwin Brandes                         | 1866–1949   | SPD                   | 18 (Westfalen Süd)             | |
| Otto Braun                            | 1872–1955   | SPD                   | 23 (Düsseldorf-West)           | |
| Heinrich Brauns                       | 1868–1939   | Zentrum               | 14 (Weser-Ems)                 | |
| Johann Viktor Bredt                   | 1879–1940   | Wirtschaftspartei     | 22 (Düsseldorf-Ost)            | |
| Rudolf Breitscheid                    | 1874–1944   | SPD                   | 04 (Potsdam I)                 | |
| August Brey                           | 1864–1937   | SPD                   | 16 (Süd-Hannover-Braunschweig) | |
| Conrad Broßwitz                       | 1881–1945   | SPD                   | 19 (Hessen-Nassau)             | |
| Wilhelm Bruhn                         | 1869–1951   | DNVP                  | 05 (Frankfurt a. O.)           | ab Oktober 1929 fraktionslos                                                                                            |
| Heinrich Brüning                      | 1885–1970   | Zentrum               | 07 (Breslau)                   | |
| Franz Brüninghaus                     | 1870–1951   | DVP                   | 30 (Chemnitz-Zwickau)          | |
| Walter Buch                           | 1883–1949   | NSDAP                 | 24 (Oberbayern-Schwaben)       | |
| Albert Buchmann                       | 1894–1975   | KPD                   | 24 (Oberbayern-Schwaben)       | |
| Otto Buchwitz                         | 1879–1964   | SPD                   | 08 (Liegnitz)                  | |
| Johannes Büll                         | 1878–1970   | DDP                   | 34 (Hamburg)                   | |
| Albert Bülow                          | 1883–1961   | SPD                   | 06 (Pommern)                   | |
| Otto Colosser                         | 1878–1948   | Wirtschaftspartei     | 03 (Potsdam II)                | |
| Friedrich Cramm                       | 1874–1942   | DVP                   | 16 (Süd-Hannover-Braunschweig) | |
| Carl Cremer                           | 1876–1953   | DVP                   | 11 (Merseburg)                 | |
| Arthur Crispien                       | 1875–1946   | SPD                   | 02 (Berlin)                    | |
| August Crone-Münzebrock               | 1882–1947   | Zentrum               | 19 (Hessen-Nassau)             | |
| Julius Curtius                        | 1877–1948   | DVP                   | 32 (Baden)                     | |
| Franz Dahlem                          | 1892–1981   | KPD                   | 03 (Potsdam II)                | |
| Anton Damm                            | 1874–1962   | Zentrum               | 32 (Baden)                     | |
| Walther Dauch                         | 1874–1943   | DVP                   | 34 (Hamburg)                   | |
| Franz Dauer                           | 1873–1937   | BVP                   | 25 (Niederbayern)              | |
| Jakob Dautzenberg                     | 1897–1979   | KPD                   | 20 (Köln-Aachen)               | |
| Eduard David                          | 1863–1930   | SPD                   | 33 (Hessen-Darmstadt)          | |
| Philipp Dengel                        | 1888–1948   | KPD                   | 22 (Düsseldorf-Ost)            | |
| Bernhard Dernburg                     | 1865–1937   | DDP                   | Reichswahlvorschlag            | |
| Friedrich Dessauer                    | 1881–1963   | Zentrum               | 19 (Hessen-Nassau)             | |
| Karoline Dettmer                      | 1867–1959   | SPD                   |                                | eingetreten am 17. Januar 1930 für Abg. Schlüter                                                                        |
| Sebastian Diernreiter                 | 1875–1956   | BVP                   | 24 (Oberbayern-Schwaben)       | |
| Georg Dietrich                        | 1888–1971   | SPD                   | 12 (Thüringen)                 | |
| Hermann Dietrich                      | 1879–1954   | DDP                   | 32 (Baden)                     | |
| Paul Dietrich                         | 1889–1937   | KPD                   | 12 (Thüringen)                 | |
| Carl Diez                             | 1877–1969   | Zentrum               | 32 (Baden)                     | |
| Eduard Dingeldey                      | 1886–1942   | DVP                   | 33 (Hessen-Darmstadt)          | |
| Wilhelm Dingler                       | 1869–1932   | WBWB                  | 31 (Württemberg)               | |
| Wilhelm Dittmann                      | 1874–1954   | SPD                   | Reichswahlvorschlag            | |
| Friedrich Döbrich                     | 1872–1953   | CNBL                  | 12 (Thüringen)                 | |
| Alwin Domsch                          | 1871–1954   | Sächsisches Landvolk  | 28 (Dresden-Bautzen)           | |
| Wilhelm Dorsch                        | 1868–1939   | CNBL                  | 33 (Hessen-Darmstadt)          | |
| Johannes Drees                        | 1894–1944   | Zentrum               | 14 (Weser-Ems)                 | |
| Wilhelm Dreher                        | 1892–1969   | NSDAP                 | Reichswahlvorschlag            | |
| Hermann Drewitz                       | 1887–1955   | Wirtschaftspartei     | Reichswahlvorschlag            | |
| Gottfried von Dryander                | 1876–1951   | DNVP                  | 23 (Düsseldorf-West)           | |
| Johannes Dunkel                       | 1876–1942   | Wirtschaftspartei     | 12 (Thüringen)                 | |
| Friedrich Ebert                       | 1894–1979   | SPD                   | 04 (Potsdam I)                 | |
| Hans Eder                             | 1880–1966   | BBB                   | 25 (Niederbayern)              | |
| Otto Eggerstedt                       | 1886–1933   | SPD                   | 13 (Schleswig-Holstein)        | |
| Gustav Ehlermann                      | 1885–1936   | DDP                   | 14 (Weser-Ems)                 | |
| Franz Ehrhardt                        | 1880–1956   | Zentrum               | 09 (Oppeln)                    | |
| Georg Eisenberger                     | 1863–1945   | BBB                   | 24 (Oberbayern-Schwaben)       | |
| Erich Emminger                        | 1880–1951   | BVP                   | 24 (Oberbayern-Schwaben)       | |
| Adolf Ende                            | 1899–1951   | KPD                   | 23 (Düsseldorf-West)           | |
| Franz von Epp                         | 1868–1947   | NSDAP                 | 26 (Franken)                   | |
| Anton Erkelenz                        | 1878–1945   | DDP                   | Reichswahlvorschlag            | |
| Joseph Ersing                         | 1882–1956   | Zentrum               | 32 (Baden)                     | |
| Thomas Eßer                           | 1870–1948   | Zentrum               | 20 (Köln-Aachen)               | |
| Botho-Wendt Graf zu Eulenburg         | 1883–1945   | DNVP                  | 01 (Ostpreußen)                | |
| Friedrich Everling                    | 1891–1958   | DNVP                  | 35 (Mecklenburg)               | |
| Arthur Ewert                          | 1890–1959   | KPD                   | 03 (Potsdam II)                | |
| Heinrich Fahrenbrach                  | 1878–1950   | Zentrum               | 23 (Düsseldorf-West)           | |
| Albert Falkenberg                     | 1871–1945   | SPD                   |                                | eingetreten am 25. August 1928 aufgrund des berichtigten Ergebnisses der Reichstagswahl im Wahlkreis Nr. 1 (Ostpreußen) |
| Gottfried Feder                       | 1883–1941   | NSDAP                 | 30 (Chemnitz-Zwickau)          | |
| Anton Fehr                            | 1881–1954   | BBB                   | Reichswahlvorschlag            | |
| Franz Feilmayr                        | 1870–1934   | Zentrum               | 31 (Württemberg)               | |
| Franz Feldmann                        | 1868–1937   | SPD                   | 07 (Breslau)                   | |
| Gustav Ferl                           | 1890–1970   | SPD                   | 10 (Magdeburg)                 | |
| Adolf Findeisen                       | 1859–1942   | DVP                   | 30 (Chemnitz-Zwickau)          | |
| Otto Fischbeck                        | 1865–1939   | DDP                   | Reichswahlvorschlag            | |
| Hermann Fischer                       | 1873–1940   | DDP                   | Reichswahlvorschlag            | |
| Hermann Fleißner                      | 1865–1939   | SPD                   | 28 (Dresden-Bautzen)           | |
| Wilhelm Florin                        | 1894–1944   | KPD                   | 18 (Westfalen Süd)             | |
| Ernst Föhr                            | 1892–1976   | Zentrum               | 32 (Baden)                     | |
| Wilhelm François                      | 1878–1955   | Wirtschaftspartei     | 10 (Magdeburg)                 | |
| Franz Freidel                         | 1888–1938   | Wirtschaftspartei     | 16 (Süd-Hannover-Braunschweig) | |
| Carl Freybe                           | 1886–1982   | Wirtschaftspartei     | 06 (Pommern)                   | |
| Axel Freiherr von Freytag-Loringhoven | 1878–1942   | DNVP                  | 07 (Breslau)                   | |
| Wilhelm Frick                         | 1877–1946   | NSDAP                 | Reichswahlvorschlag            | |
| Paul Frölich                          | 1884–1953   | KPD                   | 29 (Leipzig)                   | ab Ende 1928 fraktionslos (KPO)                                                                                         |
| August Frölich                        | 1877–1966   | SPD                   | 12 (Thüringen)                 | |
| Curt Wilhelm Fromm                    | 1888–1953   | DNVP                  | 26 (Franken)                   | |
| Hedwig Fuchs                          | 1864–1944   | Zentrum               |                                | eingetreten am 8. März 1929 für Abg. Lammers                                                                            |
| Carl Gandorfer                        | 1875–1932   | BBB                   | 25 (Niederbayern)              | |
| Otto Geiselhart                       | 1890–1933   | SPD                   |                                | eingetreten am 26. Februar 1929 für Abg. Saenger                                                                        |
| Franz Gerauer                         | 1869–1952   | BVP                   | 25 (Niederbayern)              | |
| Otto Gerig                            | 1885–1944   | Zentrum               | 20 (Köln-Aachen)               | |
| Paul Gerlach                          | 1888–1944   | SPD                   | 22 (Düsseldorf-Ost)            | |
| Heinrich Gerns                        | 1892–1963   | DNVP                  | 13 (Schleswig-Holstein)        | |
| Ottomar Geschke                       | 1882–1957   | KPD                   | 07 (Breslau)                   | |
| Johannes Giesberts                    | 1865–1938   | Zentrum               | 22 (Düsseldorf-Ost)            | |
| Erich von Gilsa                       | 1879–1963   | DVP                   | 23 (Düsseldorf-West)           | |
| Emil Girbig                           | 1866–1933   | SPD                   | 08 (Liegnitz)                  | |
| Joseph Goebbels                       | 1897–1945   | NSDAP                 | Reichswahlvorschlag            | |
| Gottfried Gok                         | 1869–1945   | DNVP                  | 34 (Hamburg)                   | |
| Hans von Goldacker                    | 1882–1957   | DNVP                  | Reichswahlvorschlag            | |
| Hermann Göring                        | 1893–1946   | NSDAP                 | Reichswahlvorschlag            | |
| Georg Gottheiner                      | 1879–1956   | DNVP                  | 01 (Ostpreußen)                | |
| Hugo Gräf                             | 1892–1958   | KPD                   | 28 (Dresden-Bautzen)           | |
| Walther Graef                         | 1873–1937   | DNVP                  | 12 (Thüringen)                 | |
| Georg Engelbert Graf                  | 1881–1952   | SPD                   | 29 (Leipzig)                   | |
| Peter Graßmann                        | 1873–1939   | SPD                   | 34 (Hamburg)                   | |
| Georg Graupe                          | 1875–1959   | SPD                   |                                | eingetreten am 15. Februar 1930 für Abg. Levi                                                                           |
| Johannes Groß                         | 1879–1954   | Zentrum               | 31 (Württemberg)               | eingetreten am 7. November 1928 für Abg. Andre                                                                          |
| Otto Grotewohl                        | 1894–1964   | SPD                   | 16 (Süd-Hannover-Braunschweig) | |
| Theodor von Guérard                   | 1863–1943   | Zentrum               | 21 (Coblenz-Trier)             | |
| Christian Günther                     | 1886–1953   | DVP                   | 19 (Hessen-Nassau)             | |
| Heinrich Haag                         | 1879–1947   | WBWB                  | 31 (Württemberg)               | |
| Ludwig Haas                           | 1875–1930   | DDP                   | 12 (Thüringen)                 | verstorben 2. August 1930                                                                                               |
| Franz Haindl                          | 1879–1941   | BBB                   | 24 (Oberbayern-Schwaben)       | |
| Ernst Hamkens                         | 1869–1945   | DVP                   | 13 (Schleswig-Holstein)        | |
| Adolf Freiherr von Hammerstein-Loxten | 1868–1939   | DHP                   | 16 (Süd-Hannover-Braunschweig) | |
| Robert Hampe                          | 1879–1940   | DNVP                  | 02 (Berlin)                    | |
| Alfred Hanemann                       | 1872–1957   | DNVP                  | 32 (Baden)                     | |
| Franz Hänse                           | 1866–1949   | CNBL                  | 12 (Thüringen)                 | später Christlich-Nationale Arbeitsgemeinschaft                                                                         |
| Georg Hartmann                        | 1875–1955   | DNVP                  | 28 (Dresden-Bautzen)           | |
| Emil Hartwig                          | 1873–1943   | DNVP                  | Reichswahlvorschlag            | später Christlich-Nationale Arbeitsgemeinschaft                                                                         |
| Heinrich Hartwig                      | 1875–1945   | Zentrum               | 09 (Oppeln)                    | |
| Johann Jacob Haßlacher                | 1869–1940   | DNVP                  | Reichswahlvorschlag            | |
| Heinrich Havemann                     | 1871–1951   | DVP                   | Reichswahlvorschlag            | eingetreten am 12. Oktober 1929 für Abg. Stresemann                                                                     |
| Friedrich Heckert                     | 1884–1936   | KPD                   | 10 (Magdeburg)                 | |
| Ernst Heilmann                        | 1881–1940   | SPD                   | 05 (Frankfurt a. O.)           | |
| Hugo Heimann                          | 1859–1951   | SPD                   | 02 (Berlin)                    | |
| Wilhelm Hein                          | 1889–1958   | KPD                   | 02 (Berlin)                    | |
| Kurt Heinig                           | 1886–1956   | SPD                   | 03 (Potsdam II)                | |
| Willy Hellpach                        | 1877–1955   | DDP                   | Reichswahlvorschlag            | ausgeschieden am 6. März 1930                                                                                           |
| Emil Hemeter                          | 1880–1945   | DNVP                  | 11 (Merseburg)                 | |
| Alfred Henke                          | 1868–1946   | SPD                   | 14 (Weser-Ems)                 | |
| Karl Hepp                             | 1889–1970   | CNBL                  | 19 (Hessen-Nassau)             | später Christlich-Nationale Arbeitsgemeinschaft                                                                         |
| Emil Herberg                          | 1882–1963   | Volksrechtpartei      |                                | eingetreten am 3. Januar 1930 für Abg. Lobe                                                                             |
| Franz Herbert                         | 1885–1945   | BVP                   | 26 (Franken)                   | |
| Oskar Hergt                           | 1869–1967   | DNVP                  | 08 (Liegnitz)                  | |
| Karl Hermann                          | 1885–1973   | SPD                   | 12 (Thüringen)                 | ausgeschieden am 12. Mai 1930                                                                                           |
| Andreas Hermes                        | 1878–1964   | Zentrum               | 20 (Köln-Aachen)               | |
| Carl Herold                           | 1848–1931   | Zentrum               | 17 (Westfalen-Nord)            | |
| Doris Hertwig-Bünger                  | 1882–1968   | DVP                   | 28 (Dresden-Bautzen)           | |
| Paul Hertz                            | 1888–1961   | SPD                   | 11 (Merseburg)                 | |
| Hans Hetzel                           | 1870–1949   | Wirtschaftspartei     | Reichswahlvorschlag            | |
| Karl Hildenbrand                      | 1864–1935   | SPD                   | 31(Württemberg)                | |
| Rudolf Hilferding                     | 1877–1941   | SPD                   | Reichswahlvorschlag            | |
| August Hillebrand                     | 1888–1953   | Deutsche Bauernpartei | Reichswahlvorschlag            | |
| Ernst Hintzmann                       | 1880–1951   | DVP                   | 14 (Weser-Ems)                 | |
| Curt Hoff                             | 1888–1950   | DVP                   | 05 (Frankfurt a. O.)           | |
| Johannes Hoffmann                     | 1867–1930   | SPD                   | 27 (Pfalz)                     | |
| Hermann Hofmann                       | 1880–1941   | Zentrum               | Reichswahlvorschlag            | |
| Emil Höllein                          | 1880–1929   | KPD                   | 12 (Thüringen)                 | verstorben am 18. August 1929                                                                                           |
| Franz Holzamer                        | 1872–1945   | Wirtschaftspartei     | 04 (Potsdam I)                 | |
| Heinrich Hömberg                      | 1893–1961   | Wirtschaftspartei     | 17 (Westfalen-Nord)            | |
| Edwin Hoernle                         | 1883–1952   | KPD                   | Reichswahlvorschlag            | |
| Otto Hoetzsch                         | 1876–1946   | DNVP                  | 29 (Leipzig)                   | später Christlich-Nationale Arbeitsgemeinschaft                                                                         |
| Michael Horlacher                     | 1888–1957   | BVP                   | 25 (Niederbayern)              | |
| Adolf Hueck                           | 1882–1955   | DVP                   | 18 (Westfalen Süd)             | |
| Alfred Hugenberg                      | 1865–1951   | DNVP                  | 17 (Westfalen-Nord)            | |
| Gustav Hülser                         | 1887–1971   | DNVP                  | 07 (Breslau)                   | |
| Oskar Hünlich                         | 1887–1963   | SPD                   | 14 (Weser-Ems)                 | |
| Alfred Hugenberg                      | 1865–1951   | DNVP                  | 17 (Westfalen-Nord)            | |
| Otto Hugo                             | 1878–1942   | DVP                   | 17 (Westfalen-Nord)            | |
| Hermann Hummel                        | 1876–1952   | DDP                   | 10 (Magdeburg)                 | |
| Friedrich Ernst Husemann              | 1873–1935   | SPD                   | 18 (Westfalen Süd)             | |
| Heinrich Imbusch                      | 1878–1945   | Zentrum               | 18 (Westfalen-Süd)             | |
| Gerhard Jacobshagen                   | 1890–1953   | SPD                   | 27 (Pfalz)                     | |
| Anton Jadasch                         | 1888–1964   | KPD                   | 09 (Oppeln)                    | |
| Carl Jäcker                           | 1884–1974   | SPD                   | 01 (Ostpreußen)                | |
| Willy Jandrey                         | 1877–1945   | DNVP                  | 06 (Pommern)                   | |
| Alfred Janschek                       | 1874–1955   | SPD                   | 17 (Westfalen-Nord)            | |
| Heinrich Janson                       | 1869–1940   | DVP                   | 27 (Pfalz)                     | |
| Franz Jörissen                        | 1868–1932   | Wirtschaftspartei     | Reichswahlvorschlag            | |
| Joseph Joos                           | 1878–1965   | Zentrum               | 20 (Köln-Aachen)               | |
| Marie Juchacz                         | 1879–1956   | SPD                   | 04 (Potsdam I)                 | |
| Hermann Julier                        | 1877–1939   | CNBL                  | Reichswahlvorschlag            | |
| Paul Junke                            | 1886–1945   | SPD                   | 16 (Süd-Hannover-Braunschweig) | |
| Ludwig Kaas                           | 1881–1952   | Zentrum               | 21 (Coblenz-Trier)             | |
| D. Wilhelm Kahl                       | 1849–1932   | DVP                   | Reichswahlvorschlag            | |
| Wilhelm Kalle                         | 1870–1954   | DVP                   | 19 (Hessen-Nassau)             | |
| Siegfried von Kardorff                | 1873–1945   | DVP                   | 03 (Potsdam II)                | |
| August Karsten                        | 1888–1981   | SPD                   | 16 (Süd-Hannover-Braunschweig) | |
| Georg Kaßler                          | 1887–1962   | KPD                   | 04 (Potsdam I)                 | |
| Wilhelm Keil                          | 1870–1968   | SPD                   | 31 (Württemberg)               | |
| Otto Keinath                          | 1879–1948   | DVP                   |                                | eingetreten am 2. April 1930 für Abg. Wunderlich                                                                        |
| Adolf Kempkes                         | 1871–1931   | DVP                   | Reichswahlvorschlag            | |
| Peter Kerp                            | 1872–1931   | Zentrum               | 21 (Koblenz-Trier)             | |
| Andreas Kerschbaum                    | 1874–1933   | Deutsche Bauernpartei | Reichswahlvorschlag            | |
| Walter von Keudell                    | 1884–1973   | DNVP                  | 05 (Frankfurt a. d. O.)        | später Christlich-Nationale Arbeitsgemeinschaft                                                                         |
| Emilie Kiep-Altenloh                  | 1888–1985   | DDP                   |                                | eingetreten am 9. Mai 1930 für Abg. Tantzen                                                                             |
| Hans Kippenberger                     | 1898–1937   | KPD                   | Reichswahlvorschlag            | |
| Emil Kirschmann                       | 1888–1949   | SPD                   | 21 (Koblenz-Trier)             | |
| Fritz Kleiner                         | 1893–1974   | DNVP                  |                                | eingetreten am 2. Dezember 1929 für Abg. Wolf (Oppeln)                                                                  |
| Fritz Kling                           | 1879–1941   | BBB                   | 24 (Oberbayern-Schwaben)       | |
| Florian Klöckner                      | 1868–1947   | Zentrum               | Reichswahlvorschlag            | |
| Moritz Klönne                         | 1878–1962   | DNVP                  | Reichswahlvorschlag            | später Christlich-Nationale Arbeitsgemeinschaft                                                                         |
| Wilhelm Koch                          | 1877–1950   | DNVP                  | 22 (Düsseldorf-Ost)            | |
| Erich Koch                            | 1875–1944   | DDP                   | 02 (Berlin)                    | |
| Heinrich Köhler                       | 1878–1949   | Zentrum               | 32 (Baden)                     | |
| Hans Kollwitz                         | 1893–1948   | KPD                   | 01 (Ostpreußen)                | |
| Wilhelm Koenen                        | 1886–1963   | KPD                   | 11 (Merseburg)                 | |
| Eugen Köngeter                        | 1880–1945   | DVP                   | Reichswahlvorschlag            | |
| Emil Köster                           | 1871–1945   | Wirtschaftspartei     | Reichswahlvorschlag            | |
| Franz Kotzke                          | 1868–1931   | SPD                   | 05 (Frankfurt a. O.)           | |
| Hermann Krätzig                       | 1871–1954   | SPD                   | 28 (Dresden-Bautzen)           | |
| Wilhelm Kröger                        | 1873–1932   | SPD                   | 35 (Mecklenburg)               | |
| Heinrich Krone                        | 1895–1989   | Zentrum               | Reichswahlvorschlag            | |
| Richard Krüger                        | 1880–1965   | SPD                   | 11 (Merseburg)                 | ausgeschieden am 22. Juni 1929                                                                                          |
| Wilhelm Külz                          | 1875–1948   | DDP                   | 28 (Dresden-Bautzen)           | |
| Franz Künstler                        | 1888–1942   | SPD                   | 03 (Potsdam II)                | |
| Bernhardt Kuhnt                       | 1876–1946   | SPD                   | 30 (Chemnitz-Zwickau)          | |
| Walther Kulenkampff                   | 1883–1929   | DVP                   | 10 (Magdeburg)                 | verstorben am 29. September 1929                                                                                        |
| Marie Kunert                          | 1871–1957   | SPD                   | 03 (Potsdam II)                | |
| Wilhelmine "Nanny" Kurfürst           | 1892–1945   | SPD                   | 35 (Mecklenburg)               | |
| Walther Lambach                       | 1885–1943   | DNVP                  | Reichswahlvorschlag            | später Christlich-Nationale Arbeitsgemeinschaft                                                                         |
| Clemens Lammers                       | 1882–1957   | Zentrum               | Reichswahlvorschlag            | ausgeschieden am 1. März 1929                                                                                           |
| Otto Landsberg                        | 1869–1957   | SPD                   | Reichswahlvorschlag            | |
| Franz Xaver Lang                      | 1867–1934   | BVP                   | 24 (Oberbayern-Schwaben)       | |
| Thusnelda Lang-Brumann                | 1880–1953   | BVP                   | Reichswahlvorschlag            | |
| Karl Lauterbach                       | 1878–1952   | Wirtschaftspartei     | 29 (Leipzig)                   | |
| Wilhelm Laverrenz                     | 1879–1955   | DNVP                  | 02 (Berlin)                    | |
| Julius Leber                          | 1891–1945   | SPD                   | 35 (Mecklenburg)               | |
| Annagrete Lehmann                     | 1877–1954   | DNVP                  | 03 (Potsdam II)                | |
| Johann Leicht                         | 1868–1940   | BVP                   | 26 (Franken)                   | |
| Paul Lejeune-Jung                     | 1882–1944   | DNVP                  | 07 (Breslau)                   | später Christlich-Nationale Arbeitsgemeinschaft                                                                         |
| Ernst Lemmer                          | 1898–1970   | DDP                   | Reichswahlvorschlag            | |
| Bernhard Leopold                      | 1879–1962   | DNVP                  | 11 (Merseburg)                 | |
| Willy Leow                            | 1887–1937   | KPD                   | Reichswahlvorschlag            | |
| Paul von Lettow-Vorbeck               | 1870–1964   | DNVP                  | 24 (Oberbayern-Schwaben)       | |
| Richard Leutheußer                    | 1867–1945   | DVP                   | 12 (Thüringen)                 | |
| Paul Levi                             | 1883–1930   | SPD                   | 30 (Chemnitz-Zwickau)          | verstorben am 9. Februar 1930                                                                                           |
| Heinrich Limbertz                     | 1874–1932   | SPD                   | 22 (Düsseldorf-Ost)            | |
| Heinrich Lind                         | 1878–1941   | DNVP                  | Reichswahlvorschlag            | später fraktionslos |
| Hans-Erdmann von Lindeiner-Wildau     | 1883–1947   | DNVP                  | 19 (Hessen-Nassau)             | später Christlich-Nationale Arbeitsgemeinschaft                                                                         |
| Richard Lipinski                      | 1867–1936   | SPD                   | 29 (Leipzig)                   | |
| Carl Litke                            | 1893–1962   | SPD                   | 02 (Berlin)                    | |
| Adolf Lobe                            | 1860–1939   | Volksrechtpartei      | 30 (Chemnitz-Zwickau)          | ausgeschieden am 31. Dezember 1929                                                                                      |
| Paul Löbe                             | 1875–1967   | SPD                   | 07 (Breslau)                   | |
| Kurt Löwenstein                       | 1885–1939   | SPD                   | 03 (Potsdam II)                | |
| Martin Loibl                          | 1869–1933   | BVP                   | 24 (Oberbayern-Schwaben)       | |
| Ernst Lucke                           | 1873–1947   | Wirtschaftspartei     | 30 (Chemnitz-Zwickau)          | |
| Josef Lübbring                        | 1876–1931   | SPD                   | 01 (Ostpreußen)                | |
| Marie-Elisabeth Lüders                | 1878–1966   | DDP                   | Reichswahlvorschlag            | |
| Konrad Ludwig                         | 1880–1935   | SPD                   | 18 (Westfalen-Süd)             | |
| Werner Lufft                          | 1898–1984   | SPD                   | 01 (Ostpreußen)                | |
| Wilhelm Lünenschloß                   | 1880–1929   | Wirtschaftspartei     | 18 (Westfalen Süd)             | verstorben am 10. Juli 1929                                                                                             |
| Karl Mache                            | 1880–1944   | SPD                   | 07 (Breslau)                   | |
| Max Maddalena                         | 1895–1943   | KPD                   | 13 (Schleswig-Holstein)        | |
| Ludwig Marum                          | 1882–1934   | SPD                   | Reichswahlvorschlag            | |
| Wilhelm Marx                          | 1863–1946   | Zentrum               | 12 (Thüringen)                 | |
| Peter Maslowski                       | 1893–1983   | KPD                   | 17 (Westfalen Nord)            | |
| Elsa Matz                             | 1881–1959   | DVP                   | Reichswahlvorschlag            | |
| Stefan Meier                          | 1889–1944   | SPD                   | 32 (Baden)                     | |
| Ernst Mentzel                         | 1878–1960   | DNVP                  | 06 (Pommern)                   | |
| Arthur Mertins                        | 1898–1979   | SPD                   | 01 (Ostpreußen)                | eingetreten am 28. August 1929 für Abg. Schulz (Königsberg)                                                             |
| Franz Metz                            | 1878–1945   | SPD                   | 19 (Hessen-Nassau)             | |
| Johann Meyer                          | 1889–1950   | KPD                   | 26 (Franken)                   | |
| Heinrich Meyer                        | 1878–1948   | DHP                   | Reichswahlvorschlag            | |
| Oscar Meyer                           | 1876–1961   | DDP                   | 03 (Potsdam II)                | |
| Josef Miller                          | 1883–1964   | KPD                   | 16 (Süd-Hannover-Braunschweig) | |
| Fritz Mittelmann                      | 1886–1932   | DVP                   | 06 (Pommern)                   | |
| Wilhelm Mönke                         | 1886–1934   | DNVP                  | 01 (Ostpreußen)                | später Christlich-Nationale Arbeitsgemeinschaft                                                                         |
| Paul Moldenhauer                      | 1876–1947   | DVP                   | 20 (Köln-Aachen)               | |
| Jacob Ludwig Mollath                  | 1886–1966   | Wirtschaftspartei     | Reichswahlvorschlag            | |
| Albrecht Morath                       | 1880–1942   | DVP                   | Reichswahlvorschlag            | |
| Julius Moses                          | 1868–1942   | SPD                   | 02 (Berlin)                    | |
| Hermann Müller                        | 1876–1931   | SPD                   | 26 (Franken)                   | |
| Hermann Müller                        | 1868–1932   | SPD                   | 04 (Potsdam I)                 | |
| Paula Müller-Otfried                  | 1865–1946   | DNVP                  | Reichswahlvorschlag            | |
| D. Reinhard Mumm                      | 1873–1932   | DNVP                  | 18 (Westfalen-Süd)             | ab 1929 Christlich-Nationale Arbeitsgemeinschaft                                                                        |
| Wilhelm Münzenberg                    | 1889–1940   | KPD                   | 19 (Hessen-Nassau)             | |
| Georg Nauheim                         | 1871–1930   | Zentrum               | 23 (Düsseldorf-West)           | |
| Willi Neddenriep                      | 1883–1968   | CNBL                  | 15 (Ost-Hannover)              | später Christlich-Nationale Arbeitsgemeinschaft                                                                         |
| Anna Nemitz                           | 1873–1962   | SPD                   | 08 (Liegnitz)                  | |
| Theodor Neubauer                      | 1890–1945   | KPD                   | 22 (Düsseldorf-Ost)            | |
| Agnes Neuhaus                         | 1854–1944   | Zentrum               | 18 (Westfalen-Süd)             | |
| Hugo Neumann                          | 1882–1971   | Zentrum               | 01 (Ostpreußen)                | |
| Matthias Neyses                       | 1872–1946   | Zentrum               | 21 (Coblenz-Trier)             | |
| Hans Nientimp                         | 1884–1947   | Zentrum               | 18 (Westfalen-Süd)             | später fraktionslos |
| Friedrich Nowack                      | 1890–1959   | SPD                   | 15 (Osthannover)               | |
| Ernst Oberfohren                      | 1881–1933   | DNVP                  | 13 (Schleswig-Holstein)        | ab 12. Dezember 1929 Fraktionsvorsitzender                                                                              |
| Wilhelm Ohler                         | 1870–1948   | DNVP                  | 03 (Potsdam II)                | |
| Helene Overlach                       | 1894–1983   | KPD                   | 22 (Düsseldorf-Ost)            | |
| Karl Pallmann                         | 1881–1968   | Wirtschaftspartei     | 26 (Franken)                   | |
| Paul Papke                            | 1896–1970   | KPD                   | 05 (Frankfurt a. O.)           | |
| Otto Friedrich Passehl                | 1874–1940   | SPD                   | 06 (Pommern)                   | |
| Friedrich Peine                       | 1871–1952   | SPD                   | 15 (Ost-Hannover)              | |
| Ludwig Perlitius                      | 1872–1938   | Zentrum               | 07 (Breslau)                   | |
| Franz Peters                          | 1888–1933   | SPD                   | 11 (Merseburg)                 | |
| Artur Petzold                         | 1872–1947   | Wirtschaftspartei     | Reichswahlvorschlag            | |
| Heinrich Peus                         | 1862–1937   | SPD                   | 10 (Magdeburg)                 | |
| Nikolaus Pfaff                        | 1892–1951   | KPD                   |                                | eingetreten am 24. August 1929 für Abg. Höllein                                                                         |
| Friedrich Pfeffer                     | 1888–1946   | DVP                   | 12 (Thüringen)                 | |
| Hans Pfeiffer                         | 1895–1968   | KPD                   | 04 (Potsdam I)                 | |
| Joseph Pfleger                        | 1872–1964   | BVP                   | 25 (Niederbayern)              | |
| Antonie Pfülf                         | 1877–1933   | SPD                   | 25 (Niederbayern)              | |
| Albrecht Philipp                      | 1883–1962   | Sächsisches Landvolk  | 29 (Leipzig)                   | |
| Wilhelm Pieck                         | 1876–1960   | KPD                   | 02 (Berlin)                    | |
| Dietrich Preyer                       | 1877–1959   | DNVP                  | 01 (Ostpreußen)                | |
| Friedrich Puchta                      | 1883–1945   | SPD                   | 26 (Franken)                   | |
| Ernst Putz                            | 1896–1933   | KPD                   | Reichswahlvorschlag            | |
| Reinhold Quaatz                       | 1876–1953   | DNVP                  | Reichswahlvorschlag            | |
| Ludwig Quessel                        | 1872–1931   | SPD                   | 33 (Hessen-Darmstadt)          | |
| Siegfried Rädel                       | 1893–1943   | KPD                   | 28 (Dresden-Bautzen)           | |
| Walther Rademacher                    | 1879–1952   | DNVP                  | 30 (Chemnitz-Zwickau)          | |
| Johannes Rammelt                      | 1873–1955   | DVP                   |                                | eingetreten am 3. Oktober 1929 für Abg. Kulenkampff                                                                     |
| Hans Rauch                            | 1876–1936   | BVP                   | 24 (Oberbayern-Schwaben)       | |
| Hans von Raumer                       | 1870–1965   | DVP                   | 02 (Berlin)                    | |
| Maria Reese                           | 1889–1958   | SPD                   | 16 (Süd-Hannover-Braunschweig) | im November 1929 Wechsel zur KPD                                                                                        |
| Jakob Wilhelm Reichert                | 1885–1948   | DNVP                  | 22 (Düsseldorf-Ost)            | |
| Peter Reinhold                        | 1887–1955   | DDP                   | 19 (Hessen-Nassau)             | |
| Johanne Reitze                        | 1878–1949   | SPD                   | 34 (Hamburg)                   | |
| Adam Remmele                          | 1877–1951   | SPD                   | 32 (Baden)                     | |
| Hermann Remmele                       | 1880–1939   | KPD                   | 33 (Hessen-Darmstadt)          | |
| Wilhelm Repschläger                   | 1870–1945   | KPD                   | 02 (Berlin)                    | |
| Ernst Graf zu Reventlow               | 1869–1943   | NF                    | Reichswahlvorschlag            | später NSDAP |
| Werner Freiherr von Rheinbaben        | 1878–1975   | DVP                   | 07 (Breslau)                   | |
| Heinrich Richter                      | 1887–1961   | SPD                   | 16 (Süd-Hannover-Braunschweig) | |
| Max Richter                           | 1881–1945   | SPD                   | 13 (Schleswig-Holstein)        | |
| Prätorius Freiherr von Richthofen     | 1879–1949   | DNVP                  | 07 (Breslau)                   | |
| Carl Rieseberg                        | 1869–1950   | DNVP                  | 10 (Magdeburg)                 | |
| Franz Riesener                        | 1887–1943   | Zentrum               | 17 (Westfalen-Nord)            | |
| Heinrich Rönneburg                    | 1887–1949   | DDP                   | 08 (Liegnitz)                  | |
| Kurt Rosenfeld                        | 1877–1943   | SPD                   | 12 (Thüringen)                 | |
| Erich Roßmann                         | 1884–1953   | SPD                   | 31 (Württemberg)               | |
| Heinrich Runkel                       | 1862–1938   | DVP                   | 13 (Schleswig-Holstein)        | |
| Hans Sachs                            | 1874–1947   | NLLP                  | 26 (Franken)                   | Gast der DNVP |
| Gotthard Sachsenberg                  | 1891–1961   | Wirtschaftspartei     | 08 (Liegnitz)                  | |
| Alwin Saenger                         | 1881–1929   | SPD                   | 24 (Oberbayern-Schwaben)       | verstorben am 18. Februar 1929                                                                                          |
| Hugo Saupe                            | 1883–1957   | SPD                   | 29 (Leipzig)                   | |
| Joseph Schaffner                      | 1887–1966   | SPD                   | 16 (Südhannover-Braunschweig)  | |
| Franz Scheffel                        | 1873–1967   | SPD                   | Reichswahlvorschlag            | |
| Philipp Scheidemann                   | 1865–1939   | SPD                   | 19 (Hessen-Nassau)             | |
| Rudolf Schetter                       | 1880–1967   | Zentrum               | 20 (Köln-Aachen)               | eingetreten am 18. April 1929 für Abg. Sinn                                                                             |
| Martin Schiele                        | 1870–1939   | DNVP                  | 10 (Magdeburg)                 | ausgeschieden am 31. März 1930                                                                                          |
| Luise Schiffgens                      | 1892–1954   | SPD                   | 20 (Köln-Aachen)               | |
| Richard Schiller                      | 1892–1941   | SPD                   | 16 (Südhannover-Braunschweig)  | |
| Johannes Schirmer                     | 1877–1950   | SPD                   | 28 (Dresden-Bautzen)           | |
| Peter Schlack                         | 1875–1957   | Zentrum               | 22 (Düsseldorf-Ost)            | |
| Hans Schlange                         | 1886–1960   | DNVP                  | 06 (Pommern)                   | später Christlich-Nationale Arbeitsgemeinschaft (CNBL)                                                                  |
| Alexander Schlicke                    | 1863–1940   | SPD                   | 31 (Württemberg)               | |
| Wilhelm Schlüter                      | 1871–1930   | SPD                   | 17 (Westfalen-Nord)            | verstorben am 8. Januar 1930                                                                                            |
| Carl Christian Schmid                 | 1886–1955   | DVP                   | 22 (Düsseldorf-Ost)            | |
| Georg Schmidt                         | 1875–1946   | SPD                   | 06 (Pommern)                   | |
| Otto Schmidt                          | 1878–1947   | DNVP                  | 06 (Pommern)                   | |
| Otto Schmidt                          | 1888–1971   | DNVP                  | 15 (Osthannover)               | |
| Richard Schmidt                       | 1871–1945   | SPD                   | 28 (Dresden-Bautzen)           | |
| Robert Schmidt                        | 1864–1943   | SPD                   | 18 (Westfalen Süd)             | |
| Franz Schmitt                         | 1865–1941   | BVP                   | 26 (Franken)                   | |
| Heinrich Schmitt                      | 1895–1951   | KPD                   | 11 (Merseburg)                 | |
| Michael Schnabrich                    | 1880–1939   | SPD                   | 19 (Hessen-Nassau)             | |
| Heinrich Schnee                       | 1871–1949   | DVP                   | 04 (Potsdam I)                 | |
| Gustav Schneider                      | 1877–1935   | DDP                   | 29 (Leipzig)                   | |
| Rudolph Schneider                     | 1876–1933   | DVP                   | 28 (Dresden-Bautzen)           | |
| Ernst Schneller                       | 1890–1944   | KPD                   | 30 (Chemnitz-Zwickau)          | |
| Richard Schönborn                     | 1878–1957   | Zentrum               | 02 (Berlin)                    | |
| Georg Schöpflin                       | 1869–1954   | SPD                   | 32 (Baden)                     | |
| Ernst Scholz                          | 1874–1932   | DVP                   | 01 (Ostpreußen)                | |
| Carl Schreck                          | 1873–1956   | SPD                   | 17 (Westfalen-Nord)            | |
| Paul Schreck                          | 1892–1948   | KPD                   | 32 (Baden)                     | |
| D. Georg Schreiber                    | 1882–1963   | Zentrum               | 17 (Westfalen-Nord)            | |
| Adele Schreiber-Krieger               | 1871–1957   | SPD                   | 15 (Ost-Hannover)              | |
| Louise Schroeder                      | 1887–1957   | SPD                   | 13 (Schleswig-Holstein)        | |
| Johannes Schröter                     | 1896–1963   | KPD                   | 11 (Merseburg)                 | |
| Hermann Schröter                      | 1872–1954   | DNVP                  | 08 (Liegnitz)                  | |
| Otto Schuldt                          | 1877–1948   | DDP                   | Reichswahlvorschlag            | |
| Robert Schulte                        | 1883–1939   | Wirtschaftspartei     |                                | eingetreten am 22. Juli 1929 für Abg. Lünenschloß                                                                       |
| Georg Schultz                         | 1860–1945   | DNVP                  | 06 (Pommern)                   | |
| Berta Schulz                          | 1878–1950   | SPD                   | 18 (Westfalen Süd)             | |
| Heinrich Schulz                       | 1872–1932   | SPD                   | Reichswahlvorschlag            | |
| Hermann Schulz                        | 1872–1929   | SPD                   | 01 (Ostpreußen)                | verstorben am 20. August 1929                                                                                           |
| Paul Schulz-Gahmen                    | 1867–1941   | Zentrum               | 18 (Westfalen-Süd)             | |
| Georg Schumann                        | 1886–1945   | KPD                   | 29 (Leipzig)                   | |
| Gustav Schumann                       | 1879–1956   | SPD                   | 06 (Pommern)                   | |
| Oswald Schumann                       | 1865–1939   | SPD                   | 05 (Frankfurt a. O.)           | |
| Jean Albert Schwarz                   | 1873–1957   | Zentrum               | 19 (Hessen-Nassau)             | |
| Rudolf Schwarzer                      | 1879–1965   | BVP                   | 24 (Oberbayern-Schwaben)       | |
| Hans Seidel                           | 1880–1959   | SPD                   | 26 (Franken)                   | |
| Tony Sender                           | 1888–1964   | SPD                   | 28 (Dresden-Bautzen)           | |
| Max Seppel                            | 1881–1954   | SPD                   | 07 (Breslau)                   | |
| Carl Severing                         | 1875–1952   | SPD                   | 17 (Westfalen-Nord)            | |
| Max Seydewitz                         | 1892–1987   | SPD                   | 30 (Chemnitz-Zwickau)          | |
| Wilhelm Siegfried                     | 1876–?      | Wirtschaftspartei     | Reichswahlvorschlag            | |
| Anna Siemsen                          | 1882–1951   | SPD                   | 29 (Leipzig)                   | |
| August Siemsen                        | 1884–1958   | SPD                   |                                | eingetreten am 17. Mai 1930 für Abg. Hermann                                                                            |
| Georg Simon                           | 1872–1944   | SPD                   | 24 (Oberbayern-Schwaben)       | |
| Joseph Simon                          | 1865–1949   | SPD                   | 26 (Franken)                   | |
| Josef Sinn                            | 1868–1929   | Zentrum               | 20 (Köln-Aachen)               | ausgeschieden am 11. April 1929                                                                                         |
| Wilhelm Sollmann                      | 1881–1951   | SPD                   | 20 (Köln-Aachen)               | |
| Max Soth                              | 1891–1974   | DNVP                  | 13 (Schleswig-Holstein)        | |
| Martin Spahn                          | 1875–1945   | DNVP                  | Reichswahlvorschlag            | |
| Georg Sparrer                         | 1877–1936   | DDP                   | 26 (Franken)                   | |
| Karl Spiegel                          | 1868–1932   | SPD                   | 18 (Westfalen Süd)             | |
| Wilhelm Staab                         | 1863–1933   | SPD                   | 04 (Potsdam I)                 | |
| Hermann Staffehl                      | 1873–1939   | DNVP                  | 04 (Potsdam I)                 | |
| Friedrich Stampfer                    | 1874–1957   | SPD                   | Reichswahlvorschlag            | |
| Adam Stegerwald                       | 1874–1945   | Zentrum               | 17 (Westfalen-Nord)            | |
| Anna Stegmann                         | 1871–1936   | SPD                   | 28 (Dresden-Bautzen)           | |
| Karl Steiniger                        | 1864–1947   | DNVP                  | 04 (Potsdam I)                 | |
| Willy Steinkopf                       | 1885–1953   | SPD                   | Reichswahlvorschlag            | |
| Johannes Stelling                     | 1877–1933   | SPD                   | 09 (Oppeln)                    | |
| Walter Stoecker                       | 1891–1939   | KPD                   | 20 (Köln-Aachen)               | bis 1929 Fraktionsvorsitzender                                                                                          |
| Franz Stöhr                           | 1879–1938   | NSDAP                 | 12 (Thüringen)                 | |
| Albrecht Graf zu Stolberg-Wernigerode | 1886–1948   | DVP                   | 10 (Magdeburg)                 | |
| Gregor Straßer                        | 1892–1934   | NSDAP                 | 26 (Franken)                   | |
| Hermann Strathmann                    | 1882–1966   | DNVP                  | 26 (Franken)                   | |
| Otto Strauß                           | 1870–1938   | Wirtschaftspartei     | Reichswahlvorschlag            | |
| Gustav Stresemann                     | 1878–1929   | DVP                   | Reichswahlvorschlag            | verstorben am 3. Oktober 1929                                                                                           |
| Heinrich Ströbel                      | 1869–1944   | SPD                   | 30 (Chemnitz-Zwickau)          | |
| Max Strötzel                          | 1885–1945   | KPD                   | 06 (Pommern)                   | |
| Walter Stubbendorff                   | 1888–1945   | DNVP                  | 04 (Potsdam I)                 | |
| Daniel Stücklen                       | 1869–1945   | SPD                   | 30 (Chemnitz-Zwickau)          | |
| Heinrich von Sybel                    | 1885–1969   | CNBL                  | Reichswahlvorschlag            | später Christlich-Nationale Arbeitsgemeinschaft                                                                         |
| Theodor Tantzen                       | 1877–1947   | DDP                   | 13 (Schleswig-Holstein)        | ausgeschieden am 4. Mai 1930                                                                                            |
| Fritz Tarnow                          | 1880–1951   | SPD                   | Reichswahlvorschlag            | |
| Paul Taubadel                         | 1875–1937   | SPD                   | 08 (Liegnitz)                  | |
| Hermann Tempel                        | 1889–1944   | SPD                   | 14 (Weser-Ems)                 | |
| Christine Teusch                      | 1888–1968   | Zentrum               | 20 (Köln-Aachen)               | |
| Johannes Thabor                       | 1878–1949   | SPD                   | 23 (Düsseldorf-West)           | |
| Ernst Thälmann                        | 1886–1944   | KPD                   | 34 (Hamburg)                   | |
| Mathias Thesen                        | 1891–1944   | KPD                   | 23 (Düsseldorf-West)           | |
| Otto Thiel                            | 1884–1959   | DVP                   | Reichswahlvorschlag            | |
| Ernst Torgler                         | 1893–1963   | KPD                   | 02 (Berlin)                    | ab 1929 Fraktionsvorsitzender                                                                                           |
| Peter Tremmel                         | 1874–1941   | Zentrum               | 21 (Coblenz-Trier)             | |
| Gottfried Treviranus                  | 1891–1971   | DNVP                  | 17 (Westfalen Nord)            | später Christlich-Nationale Arbeitsgemeinschaft                                                                         |
| Hans von Troilo                       | 1865–1934   | DNVP                  | 05 (Frankfurt a. O.)           | |
| Karl Troßmann                         | 1871–1957   | BVP                   | 26 (Franken)                   | |
| Walter Ulbricht                       | 1893–1973   | KPD                   | 18 (Westfalen Süd)             | |
| Carl Ulitzka                          | 1873–1953   | Zentrum               | 09 (Oppeln)                    | |
| Carl Ulrich                           | 1853–1933   | SPD                   | 33 (Hessen-Darmstadt)          | |
| Hans Unterleitner                     | 1890–1971   | SPD                   | 24 (Oberbayern-Schwaben)       | |
| Johann Vogel                          | 1881–1945   | SPD                   | 26 (Franken)                   | |
| Artur Vogt                            | 1894–1964   | KPD                   | 17 (Westfalen-Nord)            | |
| Wilhelm Vogt                          | 1854–1938   | WBWB                  | 31 (Württemberg)               | |
| Josef Wagner                          | 1899–1945   | NSDAP                 | Reichswahlvorschlag            | |
| Max Wallraf                           | 1859–1941   | DNVP                  | 20 (Köln-Aachen)               | |
| Brunislaus Warnke                     | 1883–1958   | Zentrum               | 05 (Frankfurt a. O.)           | |
| Helene Weber                          | 1881–1962   | Zentrum               | 22 (Düsseldorf-Ost)            | |
| Kurt Wege                             | 1881–1940   | DNVP                  | 05 (Frankfurt a. d. O.)        | |
| August Wegmann                        | 1888–1976   | Zentrum               | Reichswahlvorschlag            | |
| Klara Weich                           | 1883–1970   | SPD                   | 24 (Oberbayern-Schwaben)       | |
| Otto Wels                             | 1873–1939   | SPD                   | 05 (Frankfurt a. O.)           | |
| Carl Wendemuth                        | 1885–1964   | SPD                   | 07 (Breslau)                   | |
| Albrecht Wendhausen                   | 1880–1945   | CNBL                  | Reichswahlvorschlag            | später Christlich-Nationale Arbeitsgemeinschaft                                                                         |
| Georg Wendt                           | 1889–1948   | SPD                   | 03 (Potsdam II)                | |
| Kuno Graf von Westarp                 | 1864–1945   | DNVP                  | 03 (Potsdam II)                | |
| Franz Wieber                          | 1858–1933   | Zentrum               | 23 (Düsseldorf-West)           | |
| Philipp Wieland                       | 1863–1949   | DDP                   | 31 (Württemberg)               | |
| Erich Wienbeck                        | 1876–1949   | DNVP                  | 16 (Süd-Hannover-Braunschweig) | |
| Heinrich Wilkens                      | 1881–1948   | Zentrum               | 08 (Liegnitz)                  | |
| Werner Willikens                      | 1893–1961   | NSDAP                 | 16 (Süd-Hannover-Braunschweig) | |
| August Winnefeld                      | 1877–1947   | DVP                   | 18 (Westfalen-Süd)             | |
| Joseph Wirth                          | 1879–1956   | Zentrum               | Reichswahlvorschlag            | |
| Rudolf Wissell                        | 1869–1962   | SPD                   | 04 (Potsdam I)                 | |
| Otto Witte                            | 1884–1963   | SPD                   | 19 (Hessen-Nassau)             | |
| Edgar Wolf                            | 1882–1945   | DNVP                  | 09 (Oppeln)                    | ausgeschieden am 30. November 1929                                                                                      |
| Johannes Wolf                         | 1879–1938   | DNVP                  | 06 (Pommern)                   | |
| Johannes Wunderlich                   | 1876–1935   | DVP                   | 29 (Leipzig)                   | |
| Mathilde Wurm                         | 1874–1935   | SPD                   | 12 (Thüringen)                 | |
| Albert Zapf                           | 1870–1940   | DVP                   | Reichswahlvorschlag            | |
| Clara Zetkin                          | 1857–1933   | KPD                   | 31 (Württemberg)               | |
| Paul Ziegler                          | 1871–1945   | DDP                   | 18 (Westfalen Süd)             | |